# Treggiaia
Treggiaia (Tregiaria in latino) è una frazione del comune italiano di Pontedera, nella provincia di Pisa, in Toscana.
Posto su una collina a sudest del capoluogo, il borgo da solo conta una popolazione di 751 abitanti, mentre considerato in continuità con la località I Fabbri o I Fabbri di Treggiaia, che ne costituisce l'appendice in pianura lungo la via delle Colline per Legoli, la popolazione totale è di 1 034 abitanti.

## Storia
Conosciuta anche come Treggiaia in Valdera o Treggiaia di Palaia, il suo nome deriva dal latino Tregiaria. Forse di origine etrusca, al tempo dei romani era annoverata tra i possedimenti della circoscrizione di Volterra. Nel periodo medievale, data la sua particolare dislocazione, doveva essere un castello barbarico o longobardico. Successivamente, il paese fu traviato dalle continue guerre tra Pisa, Lucca e Firenze. Nel 1374 fu colpita dalla peste che mieté gran parte della popolazione causando ulteriori lutti fino al 1399. Dal 10 ottobre 1406 anche Treggiaia divenne parte della Signoria Medicea. Nel 1602, il 20 luglio, il paese fu colpito da un devastante incendio spento, vuole la leggenda, grazie all'intercessione della Madonna di Ripaia; qualche anno dopo, nel 1622, il paese passò dalla diocesi di Lucca a quella di San Miniato. A partire dal 1700 ebbe inizio una modernizzazione del paese che, però, fu distrutto dal terremoto del 1846.  È stata in passato comune autonomo, poi unito a Palaia e successivamente a Pontedera dal 1931.

## Monumenti e luoghi d'interesse
- Chiesa di San Lorenzo e San Bartolomeo, edificio di culto più antico del paese. L'antico perimetro dell'edificio, forse coincidente con l'odierno piazzale antistante, risale al 900 d.C. ed era, in realtà, la cinta muraria di una rocca longobardica.
- Oratorio della Madonna di Ripaia, (http://www.madonnadiripaia.it/) chiesa in stile romanico risalente al secolo XIII, presenta una semplice facciata a capanna con un portale in pietra serena. L'aspetto odierno è dovuto ad un recente restauro del 1992. All'interno si conserva la preziosa immagine della Madonna con Bambino tra San Lorenzo e San Bartolomeo, venerata con l'appellativo di Madonna di Ripaia, attribuita al Maestro di San Torpè, pittore attivo a Pisa nella prima metà del secolo XIV.

## Geografia antropica
Treggiaia può essere suddivisa in quattro zone principali: I Fabbri, La Salita, Treggiaia paese e Carrai.
Anche le varie località minori situate lungo la vecchia strada per Pontedera che conduce al camposanto e al santuario di Ripaia sono a tutti gli effetti parte del paese e le famiglie che erano qui residenti parte integrante del tessuto paesano.
Tali località minori sono fra le altre: Montalto. al Monte, al Cioni, al Primavori, in Selva, al Morelli.
- I Fabbri, parte più moderna e più grande del paese in cui sono presenti i vari servizi pubblici e sportivi come i bar, la farmacia, il campo sportivo e il centro ippico. Forse il nome di questa località deriva dal mestiere che ivi veniva svolto.
- La Salita collega la piana con il paese vero e proprio, è lunga 800 metri ed ha una pendenza media del 10%; al giorno d'oggi è costeggiata da villette, molte delle quali abbellite da piante e fiori.
- Treggiaia paese si snoda attorno Piazza Monti, dal nome dei nobili che vi abitarono, ed è la parte più antica e più interessante dal punto di vista artistico di Treggiaia. Infatti oltre ai vari palazzi delle famiglie nobili che abitavano il paese nei tempi passati, è possibile visitare la chiesa dedicata a San Bartolomeo e Lorenzo.
- Carrai, sobborgo a cui si giunge uscendo dal paese per andare verso la Madonna di Ripaia, così chiamato perché in passato vi si fabbricavano le famose "tregge". Quest'ultima appendice del paese è caratterizzata da case medievali che si ostacolano tra loro, costruite senza logica urbanistica su un piccolo fazzoletto di terra che dà sulla vallata.

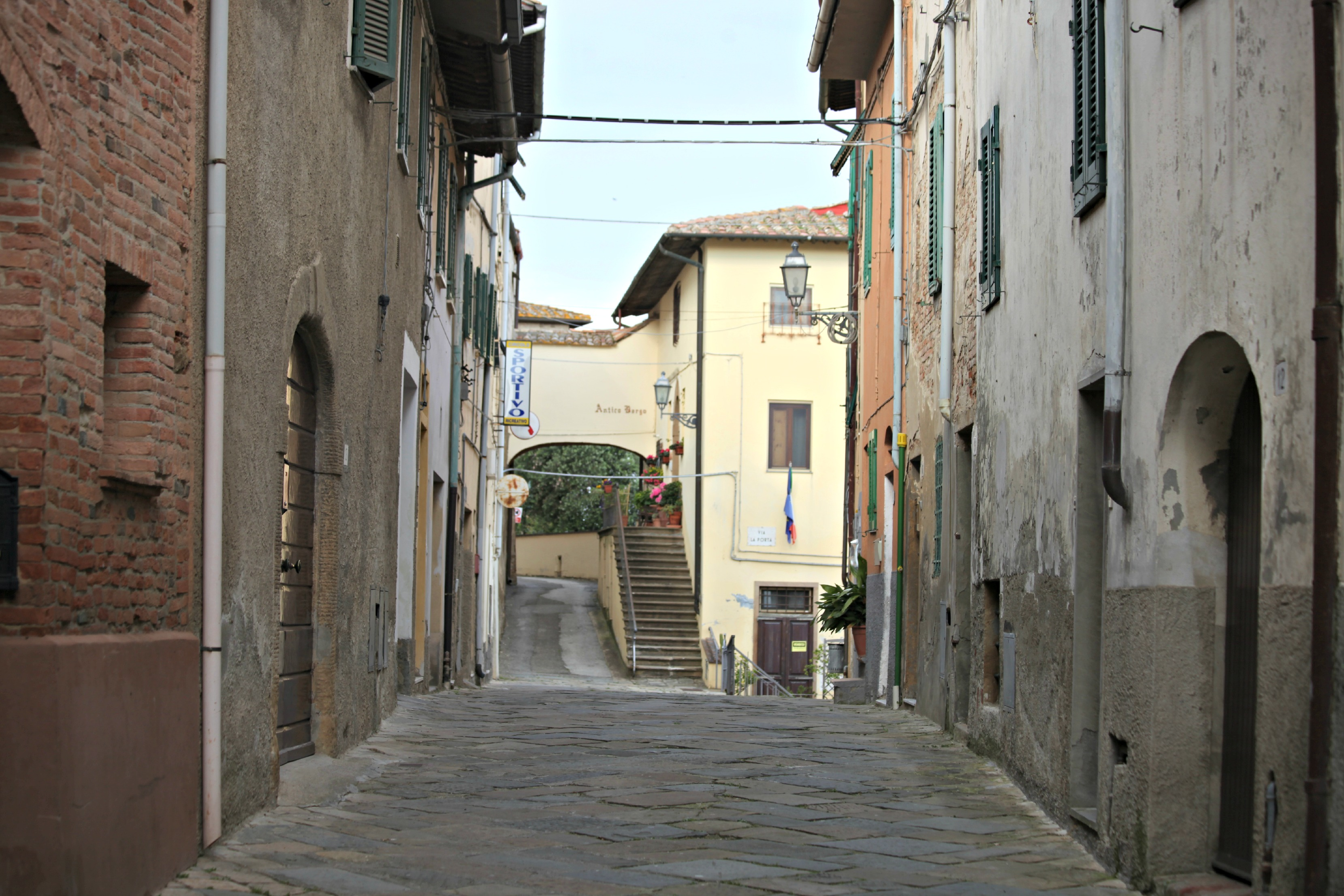
Centro storico di Treggiaia

## Sport
A Treggiaia, nel calcio, è attivo il Gruppo Sportivo Treggiaia, fondato nel 1969.Nel campionato UISP VALDERA ha ottenuto il titolo di campione di zona nell'anno 2007/2008 unico campionato vinto dalla società. Dalla stagione 2011/2012 la squadra del paese milita nel campionato FIGC di Terza categoria, la stagione 2016/2017 è culminata con la meritata promozione in Seconda categoria, nonostante la sconfitta in finale play off, tramite ripescaggio; precedentemente era iscritta al campionato UISP Amatori, gruppo A, vinto nella stagione 2007/2008. I colori della società sono il giallo e il blu. Inoltre il G.S. organizza anche escursioni in mountain bike e gestisce le varie feste paesane nel periodo estivo: la festa dello Sport e quella dei patroni San Lorenzo e San Bartolomeo.